# Estasino
Estasino de Chipre (en griego: Στασῖνος) fue un poeta épico griego semilegendario, del siglo VII a. C., natural de Chipre. Es conocido por su obra no conservada Cipria, uno de los poemas épicos pertenecientes al ciclo troyano que trataba la Guerra de Troya.
La Cipria, que presuponía un conocimiento de los acontecimientos del poema homérico, se limitaba a lo que precedía a la Ilíada', y ha sido descrita como una introducción (constituye, por tanto, la primera precuela conocida). El poema contenía un relato del Juicio de Paris, la violación de Helena, el abandono de Filoctetes en la isla de Lemnos, el desembarco de los aqueos en la costa de Asia Menor, y el primer enfrentamiento ante Troya. Proclo, en su Crestomatía, incluyó un resumen del poema, que se ha conservado en Focio (cód. 239).
Platón pone una cita de la obra de Estásimo en boca de Sócrates en su diálogo Eutifrón: «De Zeus, autor y creador de todas estas cosas,/ no dirás: pues donde hay temor hay también reverencia».